# Alemon
Alemon (altgriechisch Ἀλήμων Alḗmōn) ist eine Gestalt der griechischen Mythologie.
Er erscheint in den Metamorphosen des Ovid als der aus Argos stammende Vater von Myskelos, dem Gründer der Stadt Kroton.